# Very Big Shot
Very Big Shot es una película de comedia negra y drama libanesa de 2015 dirigida por Mir-Jean Bou Chaaya. Se proyectó en la sección Discovery del Festival Internacional de Cine de Toronto de 2015. La banda sonora original fue compuesta, arreglada y producida por Michel Elefteriades. Fue seleccionada como la entrada libanesa a la Mejor Película en Lengua Extranjera en los 89.ª Premios de la Academia, pero no fue nominada.

## Reparto
- Alain Saadeh como Ziad Haddad
- Wissam Fares como Jad Haddad
- Fouad Yammine como Charbel
- Tarek Yaacoub como Joe Haddad
- Alexandra Kahwaji como Alya
- Marcel Ghanem como Marcel Ghanem
- Georges Nasser como Georges Nasser

## Sinopsis
Los hermanos Ziad (Alain Saadeh) y Joe (Tarek Yaacoub) dirigen un pequeño pero lucrativo negocio de tráfico de drogas desde su pizzería para llevar en uno de los distritos de clase trabajadora de Beirut. Con su hermano menor Jad (Wissam Fares) a punto de ser liberado de prisión, donde estaba cumpliendo una sentencia por un crimen que Ziad había cometido, Ziad y Joe planean ir directamente usando sus ganancias de venta de cocaína para abrir un restaurante. Pero el proveedor de Ziad, un poderoso capo de la droga que no está muy interesado en que sus traficantes se retiren, convence a los hermanos para que asuman un último trabajo: contrabandear un envío de un millón de dólares de Captagon, una anfetamina de fabricación local, a Siria, donde la droga es muy popular entre los combatientes de la milicia.
Al oler una trampa, Ziad y Jad traman un plan para desviar el envío a Erbil en el Kurdistán iraquí, donde tienen una conexión segura. Por casualidad, se enteran de que las latas de carretes de película expuestos se ahorran la radiografía obligatoria en el aeropuerto de Beirut, ya que la radiación puede dañar las imágenes. De la noche a la mañana, los tres hermanos se convierten en productores de un largometraje dirigido por Charbel (Fouad Yammine), un cineasta sin talento y cliente frecuente cuya cuenta en la pizzería ha superado con creces sus posibilidades. A medida que se acerca la fecha de envío, los chicos se apresuran a ultimar los detalles de su gran plan mientras evitan las sospechas de su vengativo jefe.
 